# Matthias Valkiers
Matthias Valkiers (Aalst, 8 april 1990) is een Belgisch volleyballer.

## Levensloop
Valkiers begon zijn volleybalcarrière bij VT Kangoeroes Aalst en ging vervolgens naar de Topsportschool Vilvoorde. In 2009 ging hij aan de slag bij Volley Asse-Lennik en in 2011 maakte hij de overstap naar VC Maaseik. Met deze club werd hij in 2011-'12 landskampioen en won hij de Beker van België. Ook won hij met Maaseik tweemaal de Supercup (2011 en 2012). Na een seizoen bij het Turkse Palandöken Belediyesi ging hij in 2015 aan de slag bij Volley Menen. Na een seizoen opnieuw in de Belgische competitie (waarin hij met Menen de halve finale van de Challenge Cup bereikte) verdedigde Valkiers vervolgens de kleuren van het Roemeense ACS Remat Zalău. Met deze club werd hij in 2016-'17 landskampioen en won hij de Supercup. Hierop aansluitend kwam hij uit voor het Griekse PAOK Thessaloniki VC waarmee hij in 2017-'18 bekerwinnaar werd. Na een seizoen bij het Franse Tourcoing Lille Métropole was hij vanaf 2019 aan de slag in de Duitse Bundesliga bij United Volleys Frankfurt. Met deze club won hij in 2021 de Beker van Duitsland. Sinds 2021 verdedigt Valkiers de kleuren van Volley Haasrode Leuven.
Daarnaast was hij actief bij het Belgisch volleybalteam. Met de Red Dragons nam hij onder meer deel aan de wereldkampioenschappen van 2014 en 2018, alsook aan de Europese kampioenschappen van 2015, 2017, 2019 en 2021.